# Kaparovke
Kaparovke (lat. Capparaceae), biljna porodica od preko 400 vrsta biljaka koja je dobila ime po rodu kapar ili kapara (Capparis). U Hrvatskoj je najpoznatiji trnoviti kapar ili bodljikava kapara (sin. Capparis orientalis), koji je u stvari podvrsta vrste Capparis spinosa. C. spinosa grmovitog je oblika i naraste do jedan metara, prilegnuta ili viseća, obično se nalazi duž jadranske obale u pukotinama stijena i zidova. Jestivi su i cvjetni pupoljci i sirovi plodovi (kaparuni).
Priznato je 36 rodova unutar 3 tribusa.

## Opis
Članovi porodice Capparaceae, ili porodice kapara, su drveće, grmlje ili lijane, ponekad i biljke, koje se obično nalaze u tropima. Porodica može sadržavati do 16 rodova i 480 vrsta, iako neki trenutno uključeni rodovi možda ne pripadaju tamo. Capparis (oko 250 vrsta) je pantropski, ali raste i u toplim umjerenim područjima. Boscia (37 vrsta) nalazi se u Africi i Arabiji. Cadaba (30 vrsta) je Stari svijet, posebno Afrika. Često ima mnogo prašnika, a plod je obično bobica.

## Rodovi
1. Familia Capparaceae Juss. (439 spp.)
  1. Tribus Cappareae DC.
    1. Belencita Karst. (1 sp.)
    2. Steriphoma Spreng. (7 spp.)
    3. Morisonia L. (2 spp.)
    4. Monilicarpa Cornejo & Iltis (2 spp.)
    5. Capparidastrum Hutch. (22 spp.)
    6. Neocapparis Cornejo (2 spp.)
    7. Anisocapparis Cornejo & Iltis (1 sp.)
    8. Capparicordis Iltis & Cornejo (2 spp.)
    9. Acanthocapparis Cornejo (1 sp.)
    10. Sarcotoxicum Cornejo & Iltis (1 sp.)
    11. Beautempsia Gaudich. ex Alleiz. (1 sp.)
    12. Colicodendron Mart. (5 spp.)
    13. Neocalyptrocalyx Hutch. (11 spp.)
    14. Cynophalla J. Presl (18 spp.)
    15. Quadrella J. Presl (22 spp.)
    16. Calanthea Cornejo & Iltis (2 spp.)
    17. Hispaniolanthus Cornejo & Iltis (1 sp.)
    18. Mesocapparis (Eichler) Cornejo & Iltis (2 sp.)
    19. Caphexandra Iltis & Cornejo (1 sp.)
    20. Preslianthus Iltis & Cornejo (3 spp.)
    21. Capparis L. (137 spp.)
    22. Bachmannia Pax (1 sp.)
    23. Ritchiea R. Br. ex G. Don (22 spp.)
    24. Crateva L. (17 spp.)
    25. Euadenia Oliv. (3 spp.)
    26. Cladostemon A. Braun & Vatke (1 sp.)
    27. Dhofaria A. G. Mill. (1 sp.)
    28. Apophyllum F. Muell. (1 sp.)
    29. Atamisquea Miers ex Hook. & Arn. (1 sp.)
    30. Poilanedora Gagnep. (1 sp.)

  2. Tribus Maerueae Baill.
    1. Maerua Forssk. (70 spp.)

  3. Tribus Cadabeae Horan.
    1. Thilachium Lour. (16 spp.)
    2. Boscia Lam. (29 spp.)
    3. Hypselandra Pax & K. Hoffm. (1 sp.)
    4. Buchholzia Engl. (2 spp.)
    5. Cadaba Forssk. (28 spp.)